# 西定州
西定州，唐朝时设置的州。
武德三年（620年）置，治所在定胡县（今山西省临县西南、黄河东岸）。辖境相当今山西省临县南部及柳林等地。貞觀二年（628年）省。